# Nevrina procopia
Nevrina procopia is een vlinder van de familie van de grasmotten (Crambidae), uit de onderfamilie van de Spilomelinae. De wetenschappelijke naam van deze soort is voor het eerst voorgesteld als Phalaena Pyralis procopia door Caspar Stoll in een publicatie uit 1781.

## Verspreiding
De soort komt voor in Liberia, India (Meghalaya, Sri Lanka, Nepal, Bhutan, Thailand, Maleisië (Westelijk deel, Sabah, Sarawak), Singapore, Indonesië (Sumatra, Sulawesi, Java, Ambon, Bali), Brunei, de Filipijnen, Papoea-Nieuw-Guinea.

## Ondersoorten
- Nevrina procopia procopia (Stoll, 1781)
- Nevrina procopia falsalis (Swinhoe, 1906) (India (Meghalaya))
- Nevrina procopia graphica (Swinhoe, 1916) (Papoea-Nieuw-Guinea)